# 1992 RB
1992 RB eller (39563) 1992 RB är en asteroid i huvudbältet  som upptäcktes den 2 september 1992 av den australiske astronomen Robert McNaught.
Asteroidens senaste periheliepassage skedde den 6 november 2022.